# Carlo Tommasi
Carlo Tommasi di Vignano (Roma, 29 maggio 1937 – Milano, 10 gennaio 2018) è stato uno scenografo italiano.

## Biografia
Carlo Tommasi è nato a Roma e si è diplomato all’accademia delle Belle Arti di Brera a Milano negli anni cinquanta.
Nel 1960 ha realizzato la sua prima scenografia per il primo atto de La Sentenza, per la regia di Puecher.
È stato poi assistente di Ezio Frigerio e Pier Luigi Pizzi ed ha lavorato con Giorgio Strehler e Luca Ronconi.
Nel 1975 è stato responsabile per la scenografia di "Rigoletto" di Roman Polański al National Theater di Monaco.
Dal 1981 al 1990 ha vissuto a Bregenz in Austria, poi si è trasferito a Parigi dove ha vissuto fino al 2005.
Ha lavorato con registi quali Piero Faggioni, Renato Castellani, Gilbert Deflo, con il Theater Gruppe 80 di Helmut Wiesner e Helga Illich, con Jean-Marie Villégier, Michael Hampe, Nicolas Joel e Lutz Hochstraate realizzando scenografie per opere liriche e teatrali.
Ha trascorso gli ultimi anni della sua vita a Milano.

### Attività in Italia
Carlo Tommasi inizia la sua carriera lavorando con Ezio Frigerio. Nel libro “Ezio Frigerio scenografo a Milano”, Edizioni del Teatro alla Scala, 2002, troviamo questa citazione:
“Voglio innanzitutto ringraziare Carlo Tommasi. Fummo giovani insieme e amici: non posso stabilire fino a che punto io fui il maestro e lui l'allievo. Certo mi trasmise una passione sfrenata per l'architettura che è quella che ancora oggi mi anima. Rimase con me molti anni e l'attese una brillante carriera di scenografo.”
Tra il 1962 ed il 1967 al Piccolo Teatro  realizza le scene di
Assassinio nella cattedrale(Eliot)  - per la regia di Giorgio Strehler
I burosauri  (Ambrogi) – per la regia di Ruggero Jacobbi
Il Gioco dei Potenti (William Shakespeare) - per la regia di Giorgio Strehler
La lanzichenecca (Di Mattia) – per la regia di Virginio Puecher
Epitaffio per George Dillon (Osborne) -  regia Fulvio Tolusso
Unterdenlinden (Roversi) –  regia Raffaele Maiello
Nel 1968 è architetto e arredatore del film Galileo per la regia di Liliana Cavani
Lavora anche per la RAI Radiotelevision Italiana, realizzando nel 1982 le scene per La Vita di Giuseppe Verdi – per la regia di Renato Castellani
Nello stesso anno realizza le scene per La Vera Storia  in scena al Teatro alla Scala, regia di Scaparro

### Attività all'estero
Nel 1975 realizza le scene per il Rigoletto  di Roman Polański  che va in scena alla Bayerischen Staatsoper di Monaco.
Nel 1976 è a Tokio con la Carmen (Bizet) – per la regia di Piero Faggioni.
Dal 1981 Carlo Tommasi lavora principalmente in Austria, Belgio, Francia e Germania.
Con Piero Faggioni porta in scena l’Otello (Verdi) al Bregenzer Festspiele di Bregenz.
Con il regista Gilbert Deflo realizza le scene per De Frau ohne schatten (Strauss) al Welsh National Opera, La Boheme (Puccini) in scena al Nurenmberg Music Theater , MacBeth (Shakespeare) all Opera Antwerpen. 
Al teatro La Monnaie/De Munt in Brussels realizza le scene per De Vliegende Hollander (Wagner), Lex Contes d’Hoffman (Offenbach) e Simon Boccanegra (Verdi).
Tra il 1984 ed il 1993 in Francia, Tommasi firma le scene di molti spettacoli per L'illustre Théatre compagnie Jean-marie Villégier.. 
Alcuni di essi: Cinna (Corneille), La Mort de Sénèque (l’Hermite) portati in scena alla Comédie-Française di Parigi,
Le Malade imaginaire (Moliere), Alcina in scena allo Châtelet, Théâtre Musical de Paris, La Fée Urgèle (Favart) e La Répétition interrompue (Favart) all'Opéra comique di Parigi.
Phèdre (Racine), in prima al Théâtre d'Evreux è rappresentato anche a Le Havre,  Rouen, Strasbourg,  Marseille, Caen, Paris, Nancy, Nice, Arras e Bruxelles.
Nel 1986 l’Atys (Quinault) è portato in scena al Teatro comunale Metastasio di Prato ed in seguito rappresentato anche a Parigi, New York e Madrid.
Dal 1983, la sua amicizia e sodalizio creativo con Helmut Wiesner lo porta a lavorare regolarmente per il Theater Gruppe 80. I loro primi lavori insieme sono stati Viel Lärm in Chiozza (Goldoni) e Miles Gloriosus (Maccius Plautus) rappresentati al Bregenzer Festspiele..
Al Theater Gruppe 80 in Vienna sono stati portati in scena Die Unbekannte aus der Seine (von Horváth), Der Traum ein Leben (Grillparzer), Rozznjogd (Turrini), Mein Freund (Nestroy), Die Fahrt im Einbaum (Peter Handke), Am Ziel (Thomas Bernhard),, Liebelei (Arthur Schnitzler).
Nel 1984 ha firmato le scene per l’Aida (Verdi) per la regia di Nicolas Joel che è tuttora riproposta in scena alla Wiener StaatsOper (2018).
Con Nicolas Joel ha lavorato anche al Rigoletto (Verdi)  rappresentato al Théâtre du Capitole, Un ballo in maschera (Verdi)  rappresentato all Opéra national de Paris,  Romeo et Juliette (Charles Gounod)  rappresentato al Covent Garden e Tosca (Puccini) in scena all’ Opera Marseille e Opéra Royal de Wallonie.
Con il regista e amico Michael Hampe ha portato in scena all’ Opera di Colonia: Cosi’ fan tutte (Mozart), Il signor Bruschino (Rossini), La cambiale di Matrimonio (Rossini) e Serse (Georg Friedrich Händel).
Tra il 2002 ed il 2008 ha lavorato con Lutz Hochstraate realizzando le scene di Nabucco (Verdi)  in scena al St. Gallen Staatstheater Tosca (Puccini)  in scena all’ Opernhaus Halle e Manon Lescaut (Giacomo Puccini) portato in scena al teatro del Giglio di Lucca.